# Nivitchino
Nivitchino (en macédonien Нивичино) est un village du sud-est de la Macédoine du Nord, situé dans la municipalité de Vasilevo. Le village ne comptait aucun habitant en 2002.